# 新苍公路
新苍公路（或「省道271線」、「S271線」）是中國廣東省的一條公路，這條公路在新会境内，北起会城三联，終點為崖门崖南，全程41.574公里，雙向四車道。
根据2017年的省道网规划，S271已调整为佛山乐从至崖南公路。
1. ↑  广东省交通运输厅.  (PDF). 2017-02-27  [2023-05-10]. （原始内容存档 (PDF)于2021-05-24）.